# Font Q

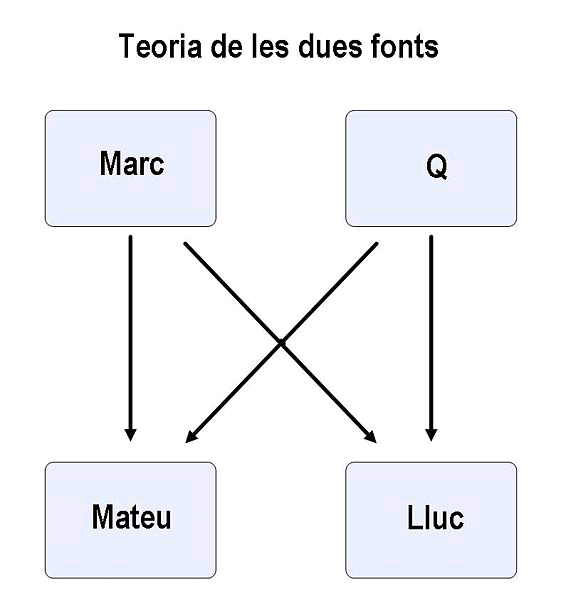
Teoria de les dues fonts

La Font Q és part de la Teoria de les dues fonts proposada per Christian Hermann Weisse i Christian Gottlob Wilke a mitjans del segle xix sobre les fonts dels evangelis sinòptics de Mateu i Lluc. Representa una suposada col·lecció de les dites de Jesús de Natzaret, escrita als voltants de l'any 50 dC.

## La qüestió sinòptica
La tradició cristiana havia establert que l'evangeli més antic era el de Mateu. Fins i tot s'havia arribat a afirmar que l'evangeli segons Marc era un resum dels evangelis de Mateu i Lluc. Posteriorment, Christian Hermann Weisse i Christian Gottlob Wilke, de manera independent, en el 1838 van concloure que l'evangeli de Marc no és un resum de Mateu i Lluc, sinó que és anterior a ells i fins i tot els va servir de font. A més, Weisse establí la teoria de què existia una font comuna a Mateu i Lluc. Johannes Weiss, l'any 1890, anomenà amb la lletra Q a aquesta font (de Quelle que significa font en alemany). D'aquesta manera sorgí la hipòtesi de les dues fonts: 
- La Font Q
- l'Evangeli segons Marc

La teoria de les dues fonts fou analitzada i sistematitzada per Heinrich Julius Holtzmann.

## La Font Q
També anomenada col·lecció de les dites de Jesús, o logia (en grec, dites).
Es considera que és una tradició, oral o escrita, àmpliament difosa en el món cristià de la primera meitat del segle i, i que serví de base per la confecció dels evangelis sinòptics, i també per la d'alguns d'apòcrifs.
Fent un profund estudi d'harmonització dels evangelis canònics, es pot fer una hipòtesi molt aproximada de l'ordre de composició dels evangelis:
- Any 50: Mateu escriu les logia, és a dir les dites de Jesús. Això és asseverat per Pàpies (130 dC). Aquesta seria anomenada "Font Q": el primer evangeli.

- Any 55: Mateu introdueix als logia totes les vivències; és el seu primer evangeli en arameu, sense la part de la infància de Jesús.

- Any 62: Marc escriu el seu evangeli en grec, per comanda de la comunitat romana, que sabien que Marc era el traductor de Pere i l'havien sentit predicar en nombroses ocasions.

- Any 63: Lluc, deixeble de Pau, escriu el seu evangeli en grec.

- Any 64: Mateu tradueix el seu evangeli al grec, incorporant la part de la infància i la genealogia de Jesús.

- Any 90: Joan escriu el seu evangeli en grec.

La Font Q ha tingut una gran importància en el moviment de recerca del Jesús històric, ja que se suposa que aquesta tradició es formà entre l'any en què morí Jesús de Natzaret (cap al 36 dC) i la formació dels evangelis de Mateu i Lluc, cap a l'any 80 dC. Això situa la confecció de les dites de Jesús en un període més pròxim al personatge que el dels dos evangelis.